# Mönchweiler
Mönchweiler ist eine Gemeinde in Baden-Württemberg und gehört zum Schwarzwald-Baar-Kreis. Sie ist die flächenmäßig kleinste Gemeinde, hat aber die zweithöchste Bevölkerungsdichte des Landkreises. 

## Geografie

### Geografische Lage
Mönchweiler liegt in 732 bis 825 Meter Höhe am Ostrand des mittleren Schwarzwalds auf einer Hochfläche im Übergang zur Baar, etwa 2 km von der Kreisstadt Villingen-Schwenningen entfernt. Charakteristisch ist die Mischung aus Wald- und Wiesenflächen rund um Mönchweiler. Zum Gemeindegebiet gehört der zwischen Mönchweiler und Obereschach gelegene Wolfsteich. In Richtung Villingen befindet sich der ebenfalls zum Gemeindegebiet zugehörige Mönchsee in einer Exklave, umrundet von Villingen-Schwenninger Stadtgebiet.

### Nachbargemeinden
Die Gemeinde grenzt im Norden an Königsfeld im Schwarzwald, im Osten und Süden an Villingen-Schwenningen und im Westen an St. Georgen im Schwarzwald und Unterkirnach.

### Gemeindegliederung
Zur Gemeinde Mönchweiler gehören das Dorf Mönchweiler und der Zinken Schoren. Dieser ist eine kleine Besonderheit in Sachen Gemeindegliederung. Geographisch und verwaltungstechnisch gehört er zur Gemeinde Mönchweiler, die Telefonvorwahl haben die dortigen Haushalte von der Gemeinde Königsfeld (07725) und die Postleitzahl ist die der Stadt St. Georgen (78112). Der St. Georgener Teilort Peterzell schließt direkt an den Zinken an.

## Geschichte
Mönchweiler wurde im Jahre 1258 als Mvnechewilar erstmals urkundlich erwähnt und befand sich weitgehend im Besitz des Klosters St. Georgen. 1536 wurde das Dorf württembergisch und evangelisch. Der Ort teilte im Dreißigjährigen Krieg und den Koalitionskriegen weitgehend das Schicksal der nahe gelegenen Stadt Villingen.
Mönchweiler kam 1810 im Grenzvertrag zwischen Württemberg und Baden zum Großherzogtum Baden. Seitdem gehörte das Dorf zum badischen Bezirksamt Villingen, ab 1939 zum Landkreis Villingen.
„Nach dem Entstehen des Landes Baden-Württemberg 1951 kam es schon wenige Jahre danach zu einer bis heute nicht ganz unumstrittenen Gebiets- und Verwaltungsreform. Mit der Bildung des Schwarzwald-Baar-Kreises am 1. Januar 1973 wurde Mönchweiler hier kreisangehörig“. Im Laufe dieser Verwaltungsreform sollte Mönchweiler als eine von vielen Umlandgemeinden in die Stadt Villingen-Schwenningen eingemeindet werden. Der große Widerstand der Mönchweiler Bevölkerung gegen dieses Vorhaben wurde akzeptiert und die Gemeinde blieb bis heute eigenständig.

## Politik

### Bürgermeister
Im Jahr 2000 wurde Friedrich Scherer (1958–2020, SPD) zum neuen Bürgermeister gewählt und 2008 im Amt bestätigt. 2016 trat er nicht mehr an. Zu seinem Nachfolger wurde der bisherige Bürgermeister von Irndorf Rudolf Fluck (* 1963, CDU) im zweiten Wahlgang mit 52,1 Prozent der Wählerstimmen gewählt. Fluck wurde 2024 mit 97,3 Prozent der Stimmen für eine zweite Amtszeit wiedergewählt.

### Gemeinderat
Die vergangenen Wahlen zum Gemeinderat führten in Mönchweiler zu folgenden Ergebnissen:
| Wahl am 9. Juni 2024 | Wahl am 9. Juni 2024 | Wahl am 9. Juni 2024 |                  | Ergebnisse voriger Wahlen | Ergebnisse voriger Wahlen | Ergebnisse voriger Wahlen | Ergebnisse voriger Wahlen |
| -------------------- | -------------------- | -------------------- | ---------------- | ------------------------- | ------------------------- | ------------------------- | ------------------------- |
| Partei / Liste       | Stimmenanteil        | Sitze                | 2019             | 2014                      | 2009                      | 2004                      |                           |
| CDU/Freie Wähler     | 37,0 %               | 4                    | 42,0 % – 5 Sitze | 56,6 % – 7 Sitze          | 43,2 % – 5 Sitze          | 41,8 % – 5 Sitze          |                           |
| UB                   | 50,2 %               | 6                    | 44,1 % – 5 Sitze | 33,7 % – 4 Sitze          | 39,2 % – 5 Sitze          | 35,8 % – 4 Sitze          |                           |
| SPD                  | 12,7 %               | 2                    | 14,0 % – 2 Sitze | 9,7 % – 1 Sitz            | 17,6 % – 2 Sitze          | 22,3 % – 3 Sitze          |                           |
| Wahlbeteiligung      | 65,0 %               | 65,0 %               | 62,1 %           | 54,6 %                    |                           |                           |                           |

### Verwaltungsgemeinschaft
Die Gemeinde gehört der Vereinbarten Verwaltungsgemeinschaft Villingen-Schwenningen an und ist seit der Gründung des "Sechser-Club", einem Zusammenschluss der Gemeinden Brigachtal, Dauchingen, Mönchweiler, Niedereschach, Tuningen und Unterkirnach, um sich gemeinsam besser gegenüber der Großen Kreisstadt Villingen-Schwenningen positionieren zu können, in den 1970er-Jahren, dessen Mitglied. Von 2019 bis 2020 war dessen Sprecher der Mönchweiler Bürgermeister Rudolf Fluck, der im Juli 2020 das Zepter turnusmäßig an den Niedereschacher Bürgermeister Martin Ragg übergab.

### Wappen
| Wappen der Gemeinde Mönchweiler | Blasonierung: „In Silber (Weiß) unter goldenem (gelbem) Schildhaupt, worin eine blaue Hirschstange, ein wachsender Mönchsrumpf in schwarzem Habit.“ |
| Wappen der Gemeinde Mönchweiler | Wappenbegründung: 1811 siegelte die Gemeinde das Huldigungsprotokoll mit einem Lacksiegel, dessen verzierter Wappenschild bereits das heutige Wappen zeigt. Der Mönchsrumpf steht „redend“ für den Ortsnamen, die Hirschstange weist auf die Zugehörigkeit Mönchweilers zu Württemberg hin. 1810 kam der Ort im Tausch an Baden. Das Siegel dürfte also noch in württembergischer Zeit angeschafft worden sein. In der zweiten Hälfte des 19. Jahrhunderts verwendete die Gemeinde Farbstempel mit einem links- oder rechtsgewendeten Löwen im Wappenschild. Diese Figur ist wahrscheinlich dem badischen Staatswappen von 1807 entlehnt. 1919 beschloss der Gemeinderat die Wiederaufnahme des Wappens aus dem ältesten Gemeindesiegel. Am 15. April 1922 nahm die Gemeinde das noch heute gültige Wappen an. |

### Partnerschaft
Mönchweiler pflegt seit dem Jahr 1983 partnerschaftliche Beziehungen zu der südfranzösischen Kleinstadt Chabeuil, die im Département Drôme nahe der Rhône bei Valence im Voralpenland gelegen ist. Immer wieder besuchen sich Vertreter der Gemeinden, Vereine und Bürgern gegenseitig zu Jubiläen der Gemeinden und der Partnerschaft.

## Kultur und Sehenswürdigkeiten

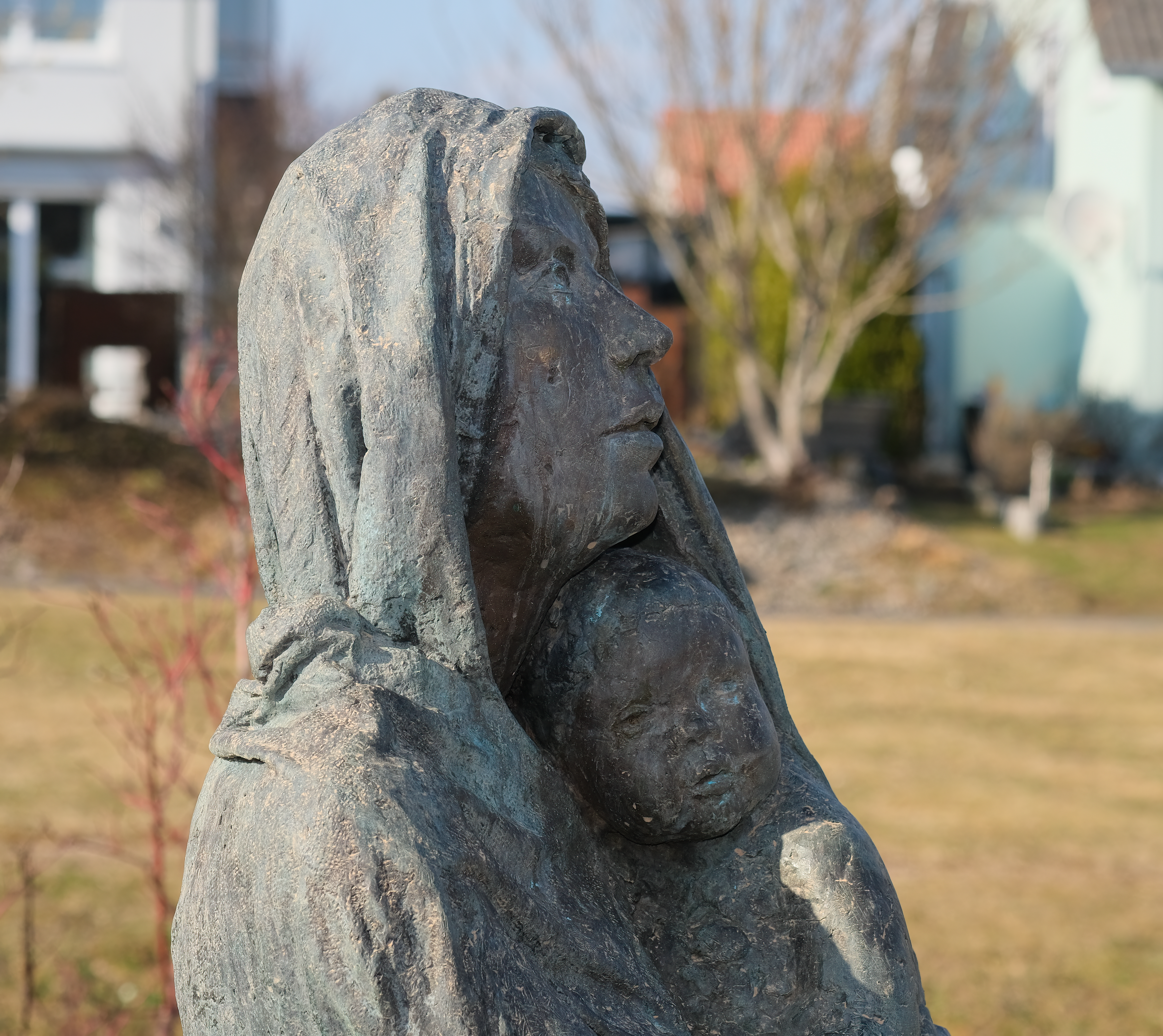
Bronzefigur Mutter mit Kind

Mönchweiler liegt am Ostweg, einem Fernwanderweg, der an vielen Sehenswürdigkeiten vorbeiführt. Ebenso hat Mönchweiler eine in der Region einzigartige Kunst zu bieten. Im Ort verteilt, stehen fünf lebensgroße Bronzefiguren, die allesamt durch Spenden von Bürgern und Unternehmen finanziert und von Martin Kirstein hergestellt wurden. Ein Beispiel dafür ist der Mönch, der zwischen der evangelischen Antoniuskirche und dem Gemeindehaus Arche, gegenüber dem Rathaus sitzt. Vielfältige Kunst von Profis, wie auch von Hobbykünstlern, wird auch durch Kunstausstellungen im Rathaus und im Dorf präsentiert. Auch die Neugestaltung der für Mönchweiler typischen Mönchsfigur, welche früher einheitlich dunkelblau war, nun aber in bunten Formen erscheint, trägt zum Gesamterscheinungsbild als Kommune der Kunst bei.

## Wirtschaft und Infrastruktur
Insgesamt rund 190 Unternehmen (Gewerbetreibende und Handwerksunternehmen) bieten in Mönchweiler über 1100 Arbeitsplätze. Darunter befinden sich  Hersteller wie Wiha, Weißer+Grießhaber und der Entsorgungsfachbetrieb Hezel, aber auch kleinere Unternehmen und Selbstständige.

### Verkehr
Über die Bundesstraße 33 (Willstätt – Ravensburg) und die Bundesstraße 27 (Blankenburg im Harz - Lottstetten) ist Mönchweiler mit dem überregionalen Straßennetz und der Bundesautobahn 81 verknüpft. Den ÖPNV betreibt seit 2023 der Verkehrsverbund Schwarzwald-Baar-Heuberg, der den Verkehrsverbund Schwarzwald-Baar ablöste. Bushaltestellen hat die Gemeinde vier, über sonstige Anbindungen an den ÖPNV verfügt sie nicht.
Durch eine Alltagsroute aus dem Radnetz Baden-Württemberg ist Mönchweiler mit Villingen und über Königsfeld im Schwarzwald mit Schramberg (Stadtteil Sulgen) verbunden.
Durch Mönchweiler verläuft als Landes-Radfernweg der Schwarzwald-Panorama-Radweg. Er führt von Pforzheim, Freudenstadt und Schramberg (Stadtteil Sulgen) über Villingen und Bräunlingen Richtung Titisee-Neustadt und schließlich weiter nach Waldshut-Tiengen.

### Bildung

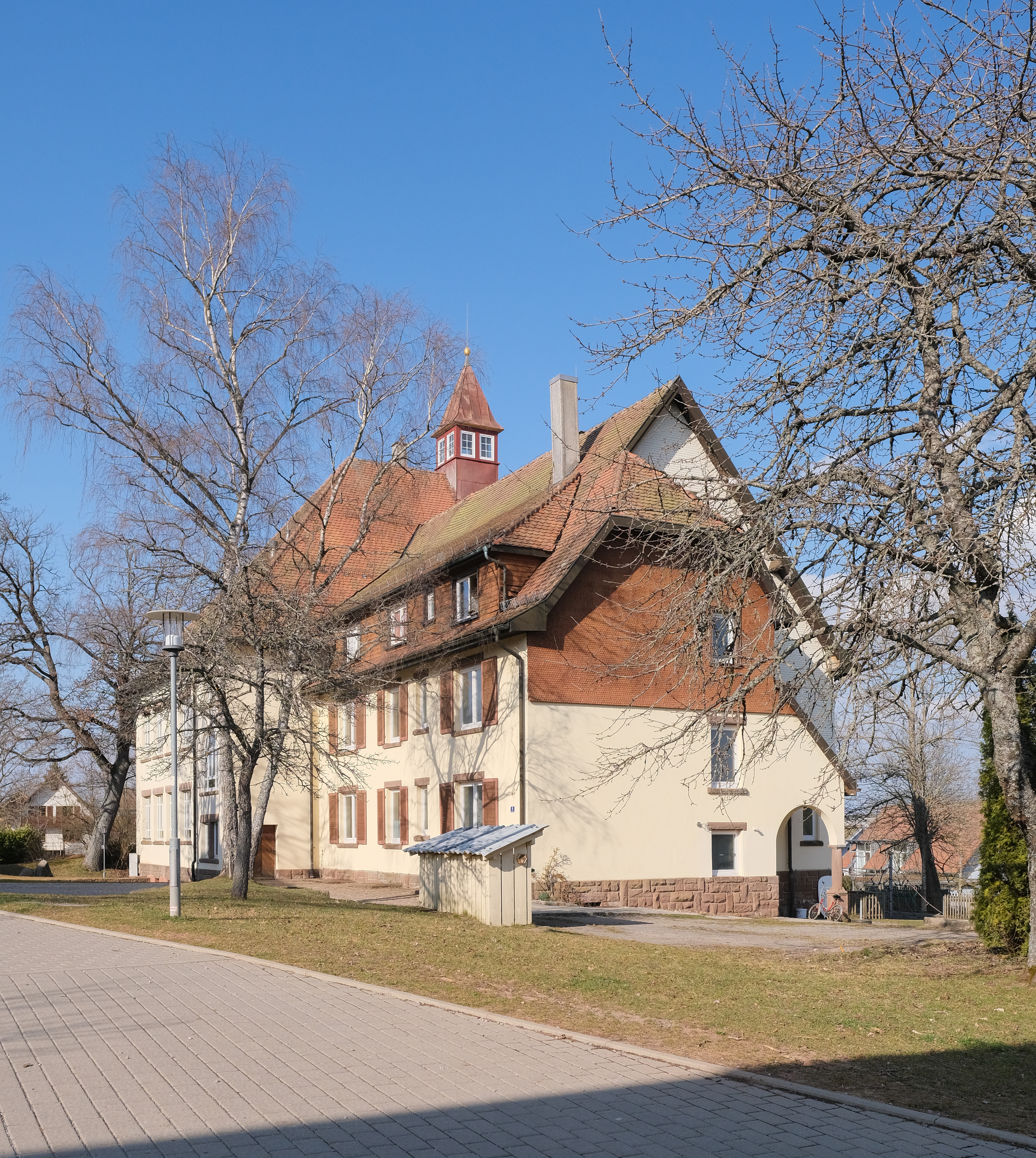
Grundschule

Mönchweiler hat eine Grundschule und eine Gemeinschaftsschule, in deren Gebäude sich auch die örtliche Bücherei befindet. Außerdem hat Mönchweiler ein Kinderhaus, das von der Gemeinde betrieben wird und im Jahr 2016 den Gemeindekindergarten "Villa Kunterbunt", die Außenstelle "Takka Tukka Land", sowie den Evangelischen Kindergarten, ablöste.

## Söhne und Töchter der Gemeinde
- Viktor Renner (1899–1969), Jurist und Politiker (SPD), Landesminister in Baden-Württemberg
- Günther Fleig (* 1949), Personalvorstand der Daimler AG 1999–2009
- Armin Frank (* 1942), Ehrenbürger der Gemeinde seit 2022 für seine Verdienste um die Generationenbrücke[25]